# Alternative Press Music Awards 2014
Die Alternative Press Music Awards 2014 (kurz The AP Music Awards oder APMAS) fanden am 21. Juli 2014 im Rock and Roll Hall of Fame Museum nahe dem Eriesee in Cleveland, Ohio statt. Es war die erste Verleihung des Musikpreises. Moderiert wurde die Preisverleihung von Blink-182-Sänger Mark Hoppus. Juliet Simms, Sängerin der inzwischen aufgelösten Band Automatic Loveletter und Zweitplatzierte bei The Voice berichtete vor und während der Veranstaltung vom roten Teppich. Am 9. Juli 2014 wurde der Profi-Wrestler CM Punk als Co-Moderator angekündigt, welcher neben Simms vom roten Teppich Bericht erstattete.
Organisator war das US-amerikanische Musikmagazin Alternative Press, welche sich auf Punk, Hardcore und dessen Subgenres spezialisiert hat. Die Awardshow wurde auf nationaler Ebene von AXS TV gesendet. Zusätzlich berichtete der englischsprachige Rundfunksender idobi Radio vor Ort. Am Vorabend fand ein Warm-Up-Konzert von Against Me!, Jenny Owen Youngs und Creepoid im House of Blues in Cleveland statt um die Wartezeit auf die Preisverleihung zu drücken.
Die Preise wurden in 15 Kategorien vergeben, wovon zwei Preisträger bereits seit längerem feststanden: Der Vanguard Award wurde an Billy Corgan von den Smashing Pumpkins und der Icon Award an Joan Jett vergeben. Slash erhielt einen Ehrenpreis als Gitarren-Legende. Über die Vergabe der restlichen zwölf Preise entschieden die Leser des Magazins in einem Onlinevoting. Pierce the Veil führte die Nominiertenliste mit sieben Nominierungen vor Bring Me the Horizon (5 Nominierungen), All Time Low, Sleeping with Sirens, Avenged Sevenfold (je 4) und A Day to Remember (3) an.
Aufgrund der enormen Nachfrage wurden weitere Eintrittskarten dem freien Markt zum Verkauf zur Verfügung gestellt. Am Ende wurden mehr als 6,000 Besucher gezählt. Unmittelbar nach der Preisverleihung fand eine Aftershow-Party statt.

## Musikalische Gäste
- Billy Corgan (Smashing Pumpkins)[5]
- Fall Out Boy[5]
- Joan Jett & The Blackhearts[5]
- Misfits[5]
- A Day to Remember[5]
- All Time Low[5]
- twenty one pilots[5]
- Asking Alexandria[5]
- Andy Biersack (Black Veil Brides)[5]
- Korn[5]
- Machine Gun Kelly[5]
- Frankie Palmeri (Emmure)[5]

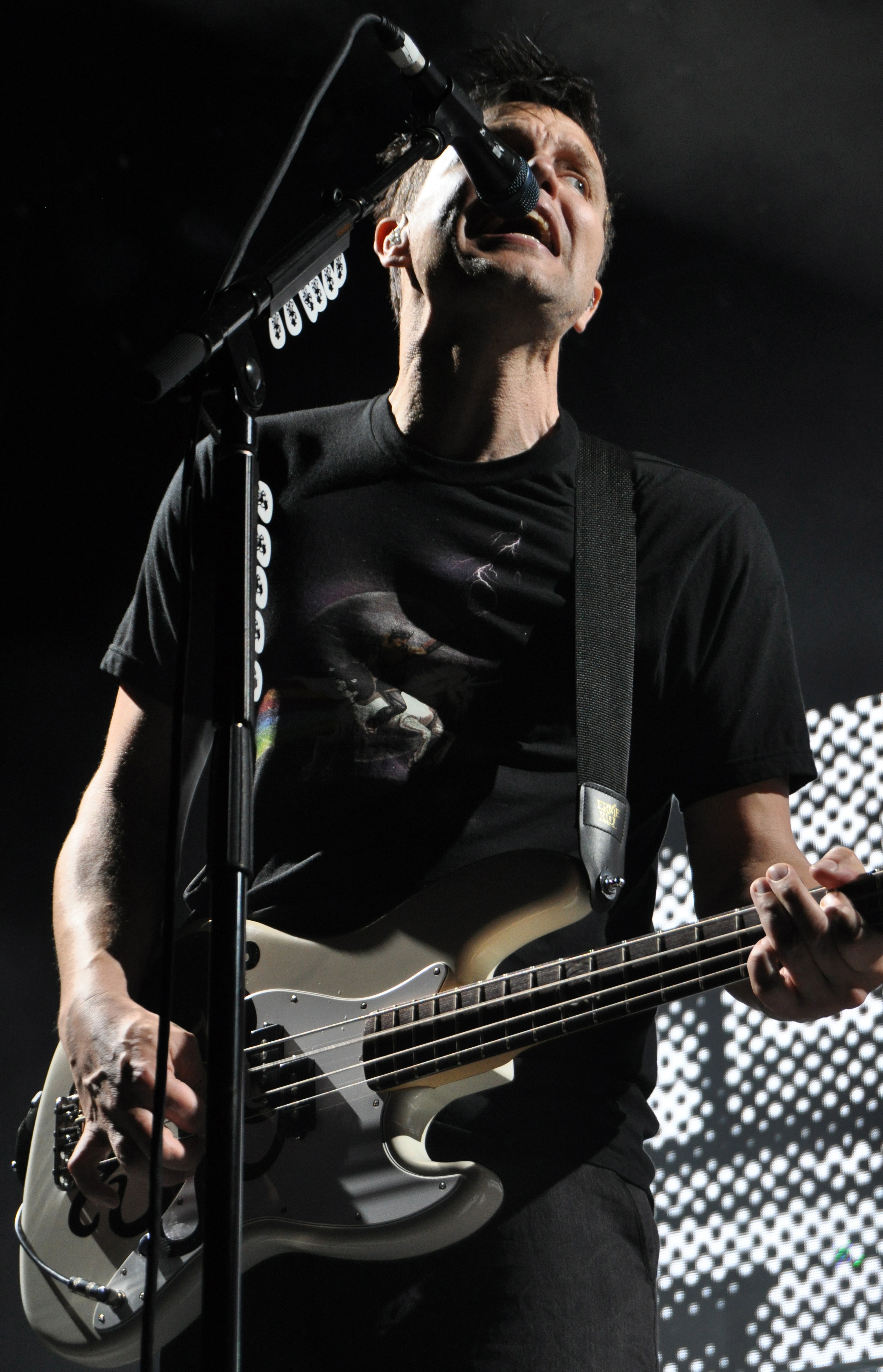
Mark Hoppus moderierte den Abend

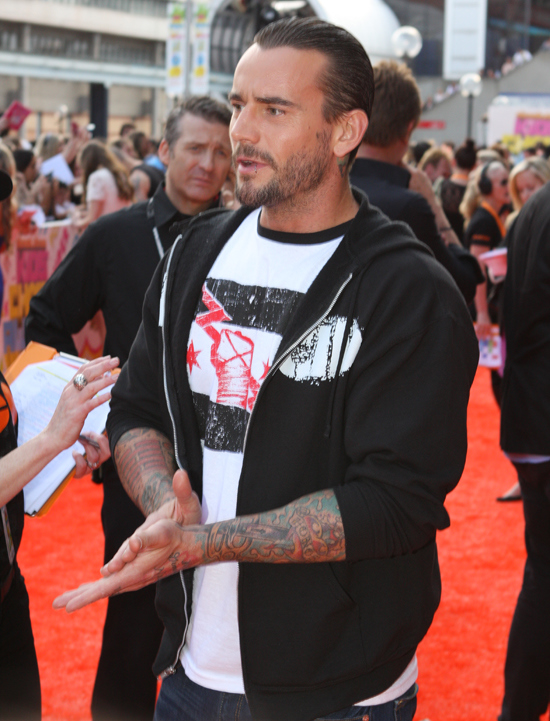
CM Punk war Co-Moderator bei der Awardshow

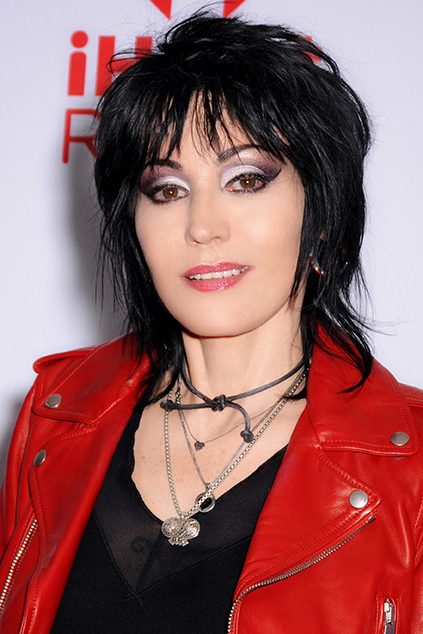
Joan Jett wurde als Ikone ausgezeichnet

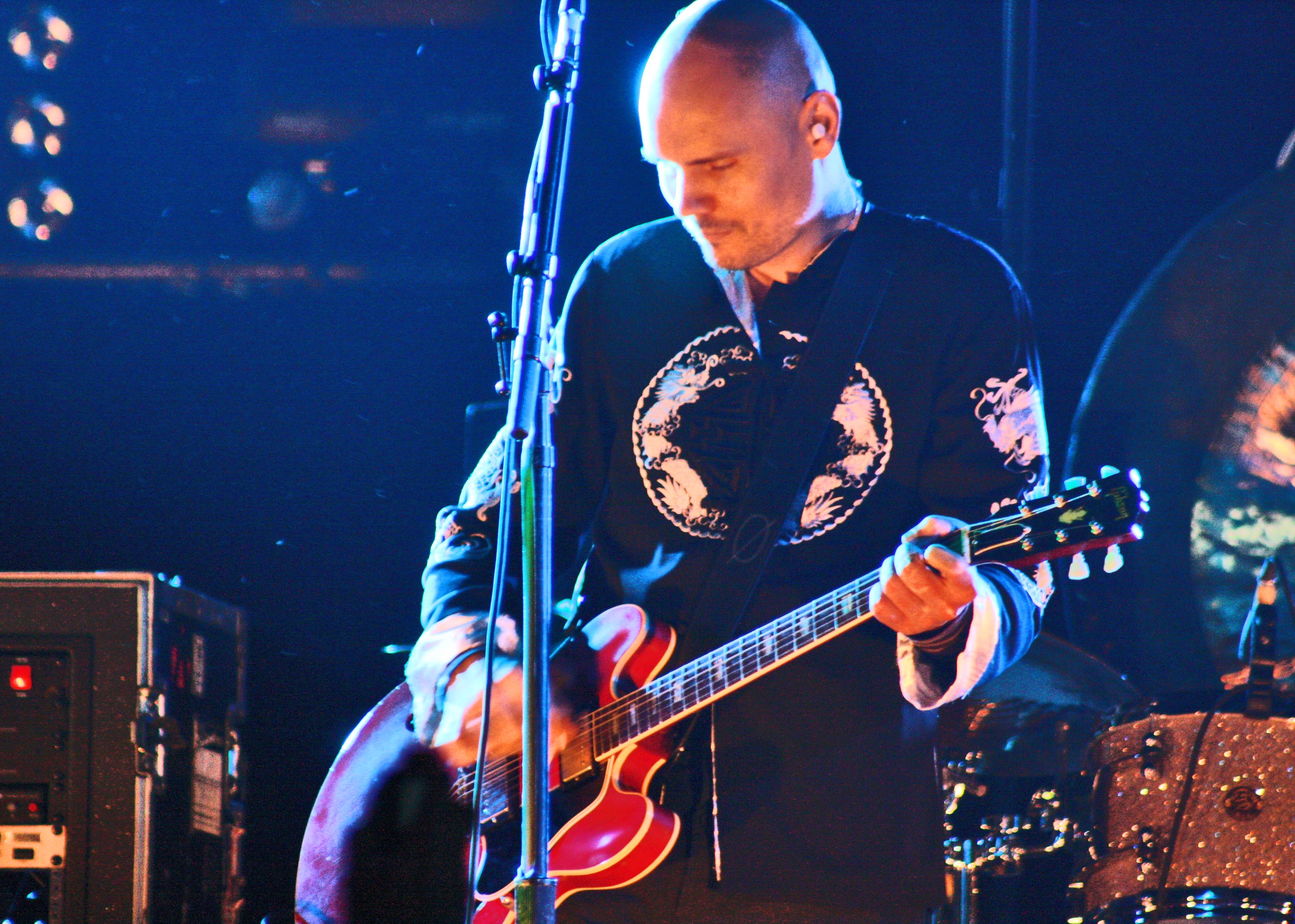
Billy Corgan wurde für sein Lebenswerk geehrt

- Brendon Urie (Panic! at the Disco)[5]
- Ice-T & Coco[2]
- Mary Jane Grace (Against Me!)[2]
- I See Stars[2]
- Sleeping with Sirens[2]
- Memphis May Fire[2]
- Motionless in White[2]
- Issues (Vorshow-Bootparty)[2]
- Marmozets (Vorshow-Bootparty)[2]
- Ghost Town (Vorshow-Bootparty)[2]
- Contemporary Youth Orchestra[6]
- Paramore[4]
- We Came as Romans[4]
- I See Stars[4]
- Yellowcard[4]
- Chiodos[4]
- Miss May I[4]
- Body Count[8]
- Suicide Silence[8]
- Attila[8]
- Slash[8]
- Bayside[8]
- The Devil Wears Prada[8]
- Beartooth[8]
- Crown the Empire[8]
- Echosmith[8]
- Less Than Jake[8]
- letlive.[8]
- Pierce the Veil[8]
- The Maine[8]
- Mayday Parade[8]
- Neck Deep[8]
- New Found Glory[8]
- Sleepwave[8]
- We Are the In Crowd[8]
- The Word Alive[8]

## Preisträger und Nominierte

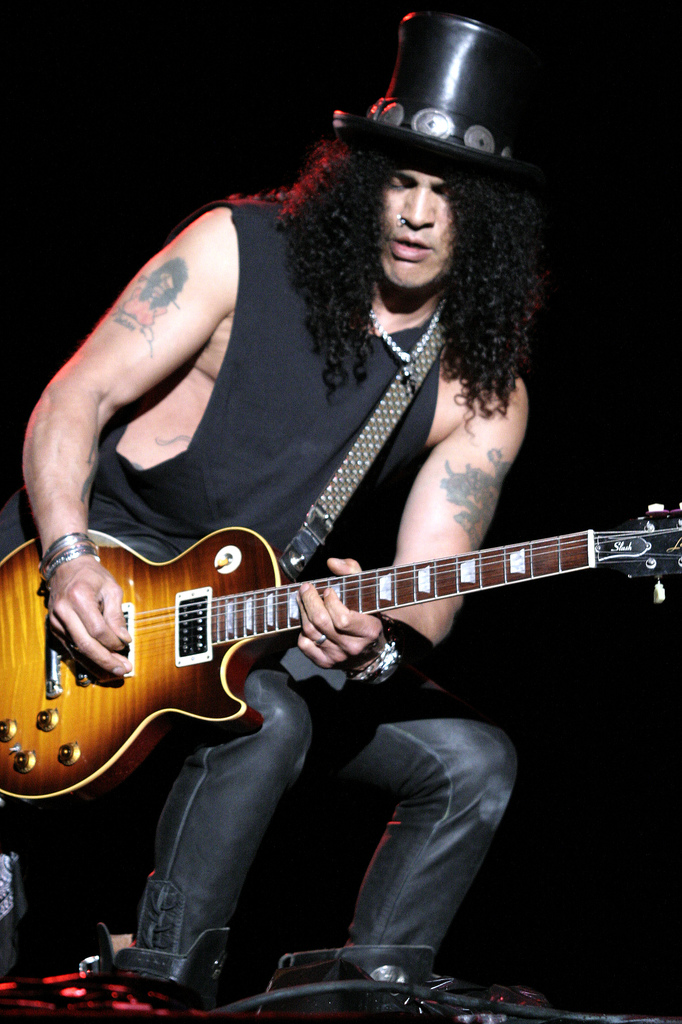
Slash erhielt einen Ehrenpreis

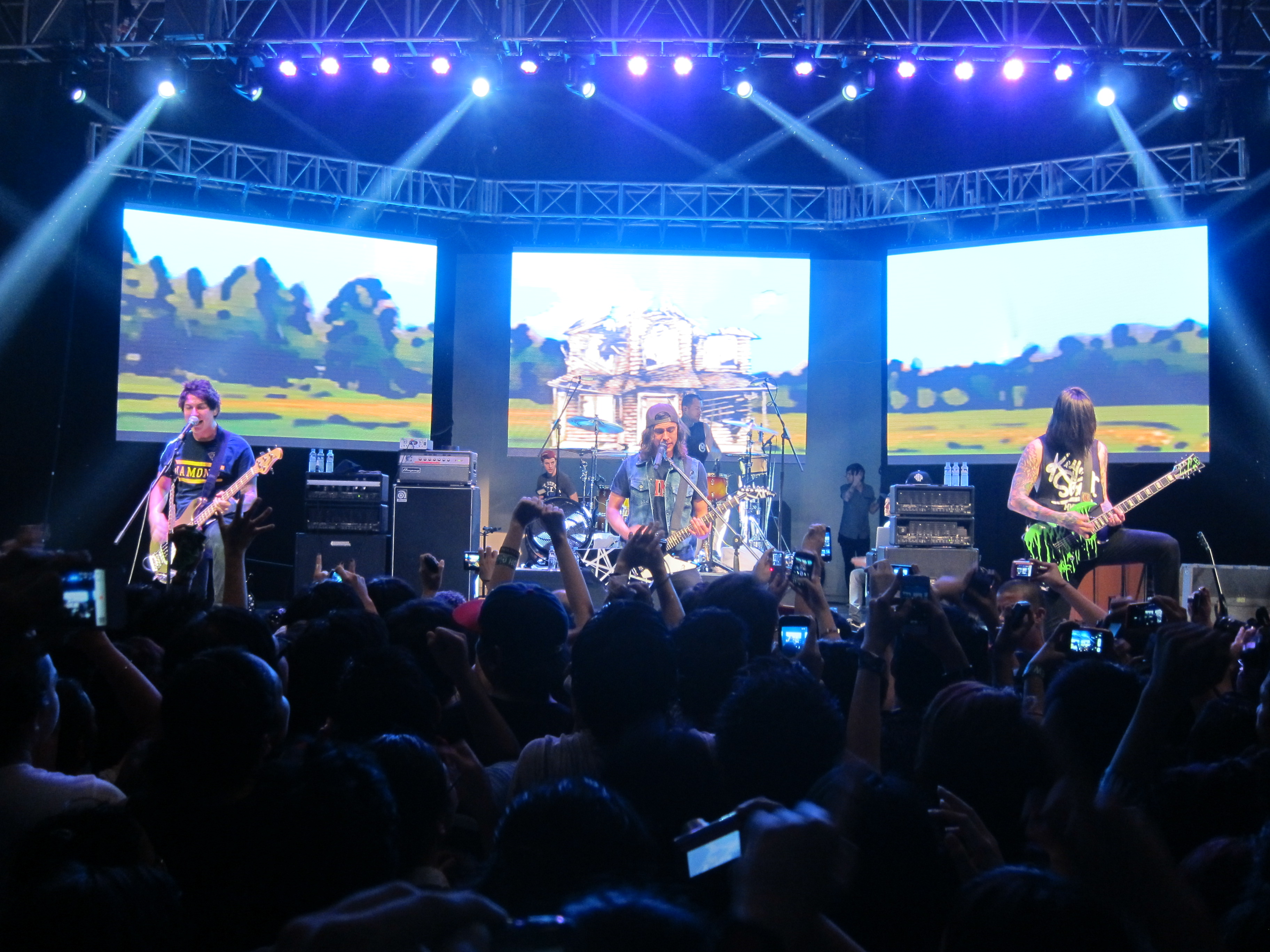
Mit sieben Nominierungen und drei Auszeichnungen war Pierce the Veil der Künstler des Abends

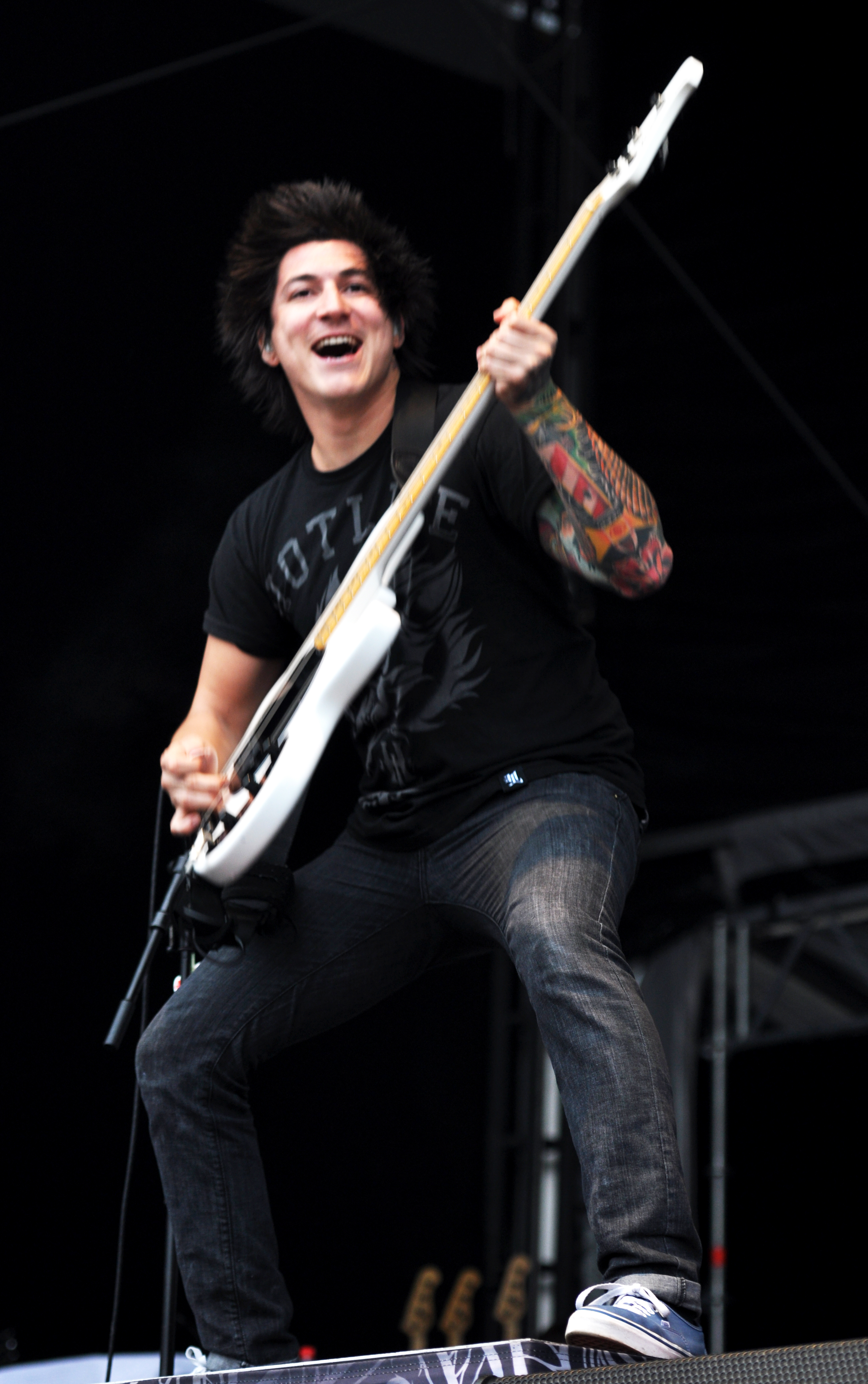
Bester Bassist: Jaime Preciado

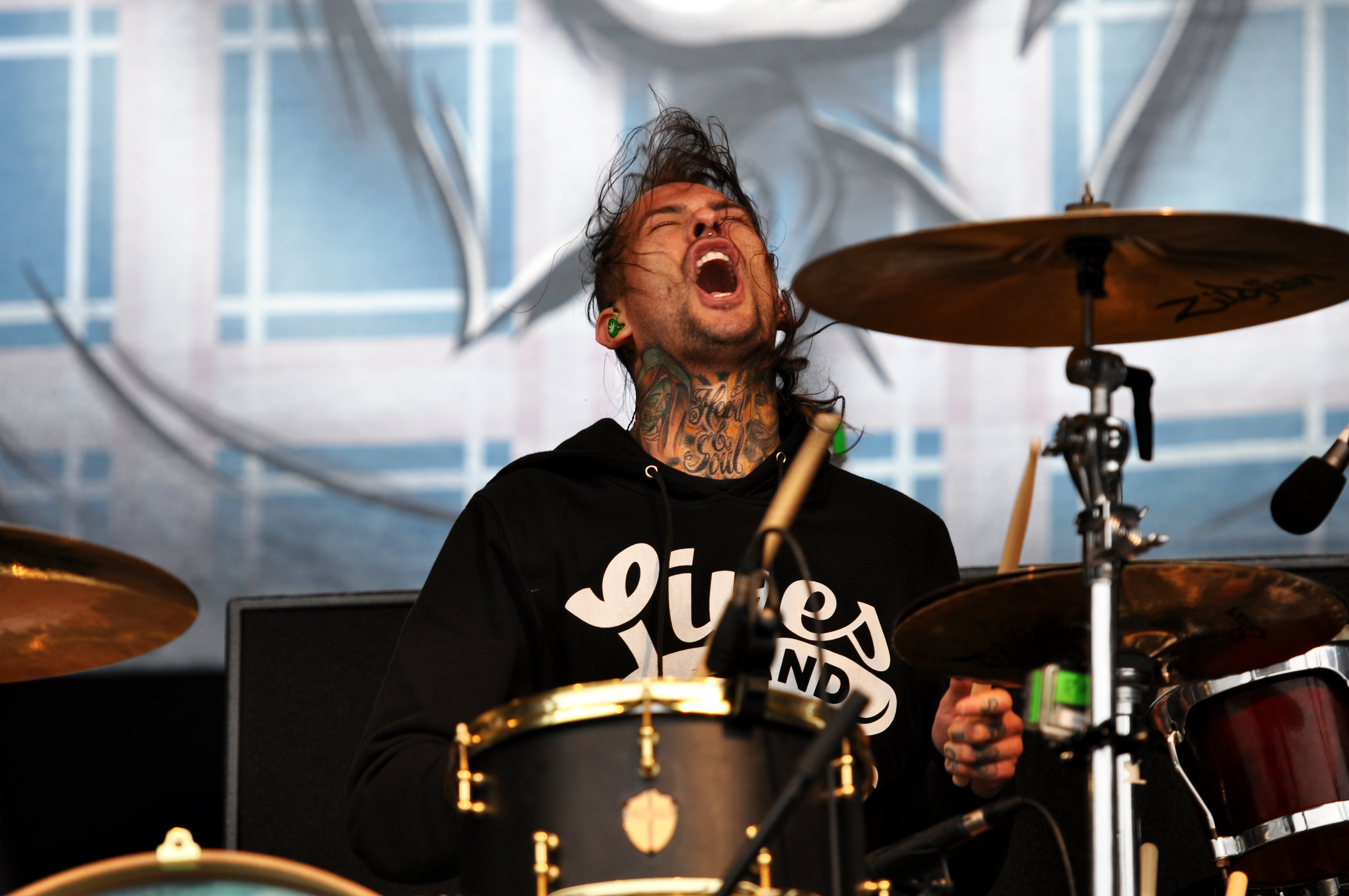
Bester Schlagzeuger: Mike Fuentes

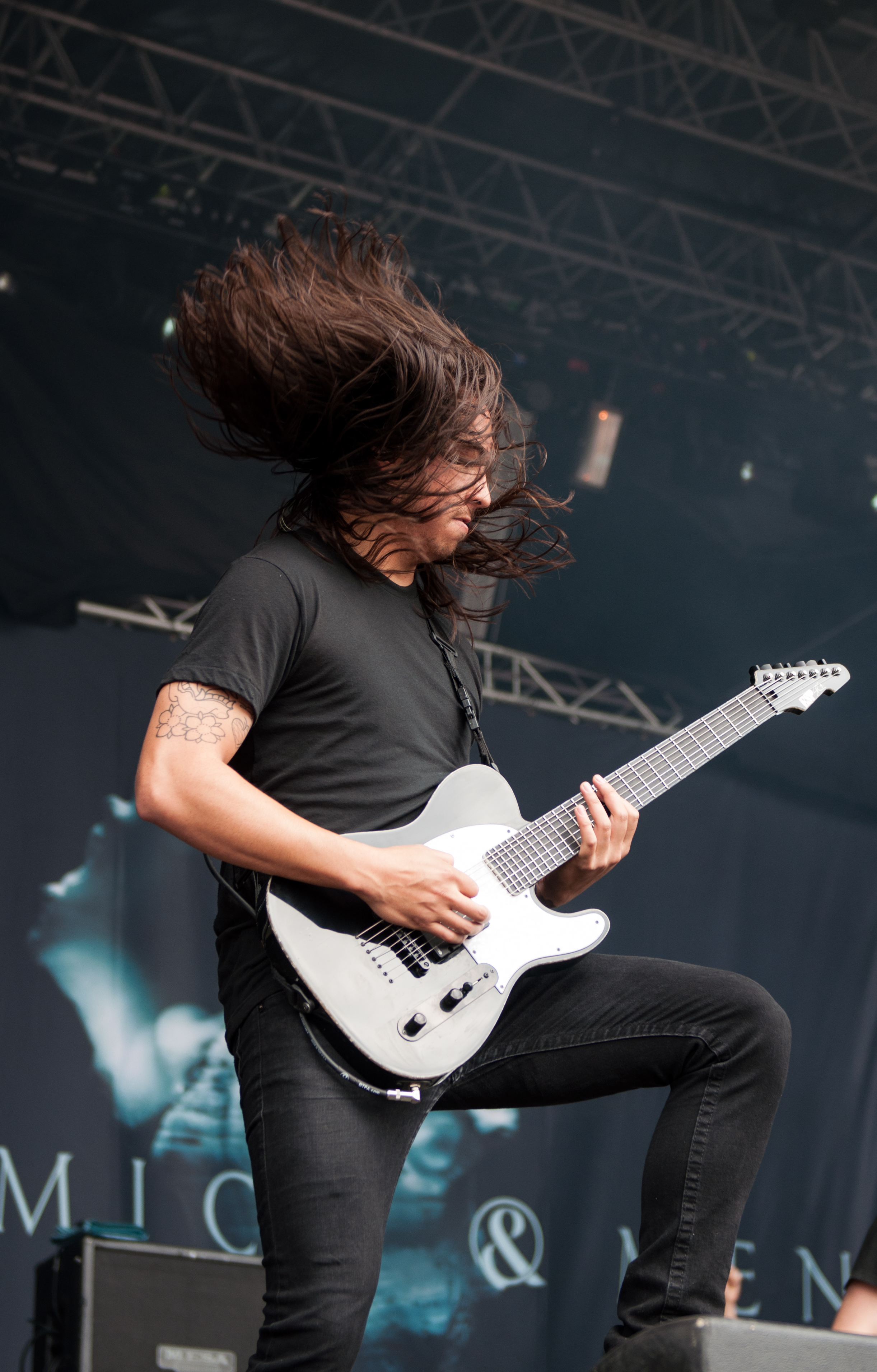
Bester Gitarrist: Phil Manansala

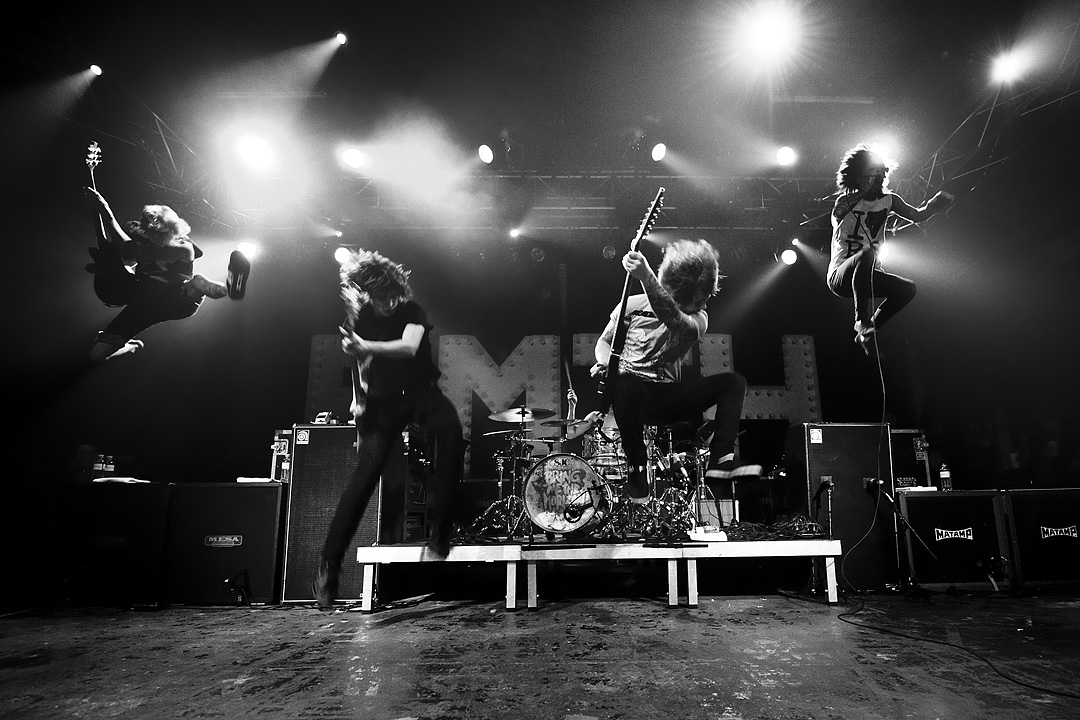
Zweifacher Preisträger Bring Me the Horizon

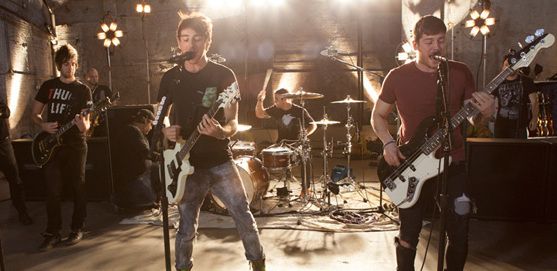
Auch All Time Low gewann zwei Preise

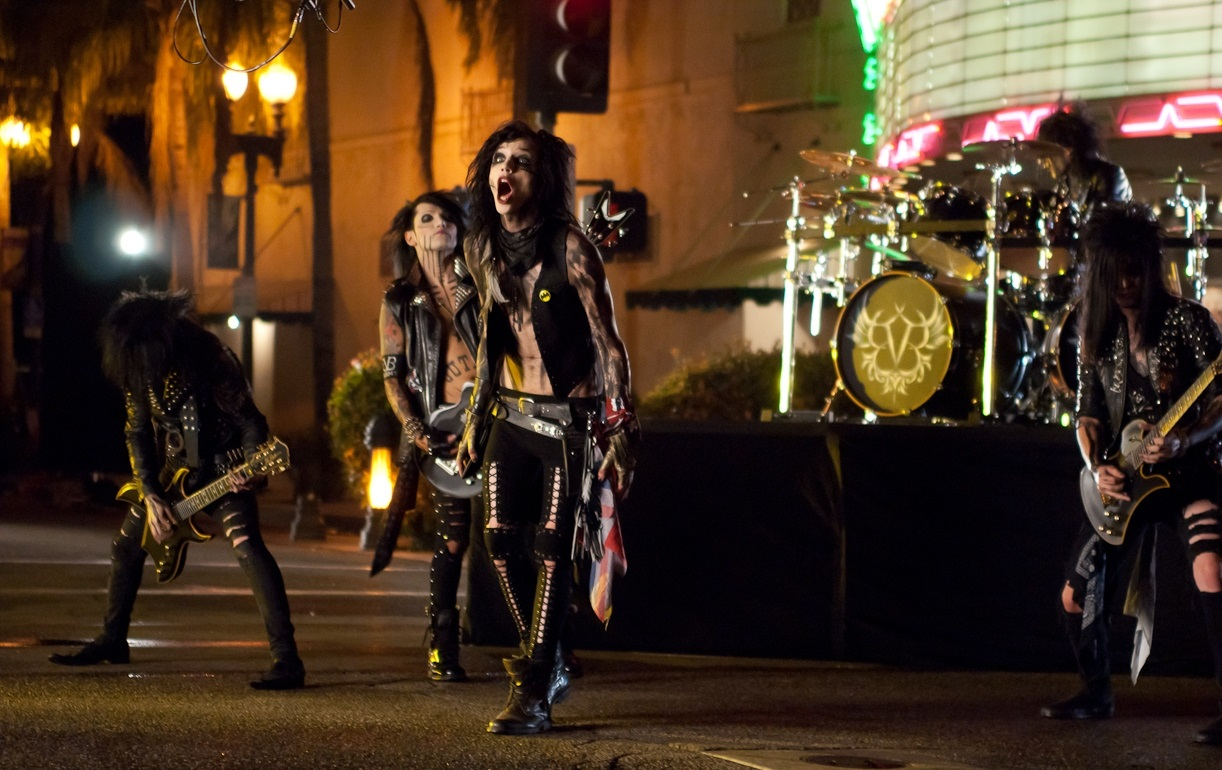
Die beste Fangemeinde hat Black Veil Brides

### Ehrenpreise

#### Vanguard Awards
- Billy Corgan[9]

#### Icon Awards
- Joan Jett[9]

#### Guitar Legend Award
- Slash[10][9]

### Hauptkategorien
| Album des Jahres präsentiert von Journeys: | Lied des Jahres präsentiert von Epitaph Records: |
| --- | --- |
| - Gewinner: - Bring Me the Horizon – Sempiternal - Nominierte: - A Day to Remember – Common Courtesy - Avenged Sevenfold – Hail to the King - Black Veil Brides – Wretched and Divine: The Story of the Wild Ones - Fall Out Boy – Save Rock and Roll - Paramore – Paramore - Sleeping with Sirens – Feel - Touché Amoré – Is Survived By - The Wonder Years – The Greatest Generation | - Gewinner: - All Time Low feat. Vic Fuentes – A Love Like War - Nominierte: - Bring Me the Horizon – Shadow Moses - Fall Out Boy – My Songs Know What You Did In The Dark (Light Em Up) - Falling in Reverse – Alone - Paramore – Still Into You - Sleeping with Sirens – Alone feat. MGK |
| Künstler des Jahres präsentiert von Monster Energy: | Beste Newcomerband präsentiert von Beats Music: |
| - Gewinner: - Fall Out Boy - Nominierte: - A Day to Remember - Avenged Sevenfold - Black Veil Brides - Bring Me the Horizon - Of Mice & Men - Panic! at the Disco - Paramore - Pierce the Veil - Sleeping with Sirens | - Gewinner: - Crown the Empire - Nominierte: - The Color Morale - Issues - letlive. - The Story So Far - twenty one pilots |
| Beste internationale Band präsentiert von Zepeta Bros Music Group: | Beste Liveband präsentiert von Vans Warped Tour: |
| - Gewinner: - Bring Me the Horizon - Nominierte: - Asking Alexandria - Crossfaith - Parkway Drive - Silverstein - Frank Turner | - Gewinner: - Pierce the Veil - Nominierte: - A Day to Remember - All Time Low - Asking Alexandria - Fall Out Boy - twenty one pilots |

### Persönliche Auszeichnungen
| Bester Sänger präsentiert von Victory Records: | Bester Gitarrist präsentiert von Gibson: |
| --- | --- |
| - Gewinner: - Brendon Urie (Panic! at the Disco) - Nominierte: - Andy Biersack (Black Veil Brides) - Vic Fuentes (Pierce the Veil) - Kellin Quinn (Sleeping with Sirens) - Oliver Sykes (Bring Me the Horizon) - Hayley Williams (Paramore) | - Gewinner: - Phil Manansala (Of Mice & Men) - Nominierte: - JB Brubaker (August Burns Red) - Synyster Gates (Avenged Sevenfold) - Jack O’Shea (Bayside) - Chris Rubey (The Devil Wears Prada) - Jacky Vincent (Falling in Reverse) |
| Bester Bassist präsentiert von Dyin 2 Live: | Bester Schlagzeuger präsentiert von DW Drums: |
| - Gewinner: - Jaime Preciado (Pierce the Veil) - Nominierte: - Zack Merrick (All Time Low) - Pete Wentz (Fall Out Boy) - Ryan Neff (Miss May I) - Devin Sola (Motionless in White) - Jeremy Davies (Paramore)                               | - Gewinner: - Mike Fuentes (Pierce the Veil) - Nominierte: - Jess Bowen (The Summer Set) - Josh Dun (twenty one pilots) - Matt Greiner (August Burns Red) - Luke Holland (The Word Alive) - Ryan Seaman (Falling in Reverse)        |
| Soziales Engagement präsentiert von Sub City Take Action: | Beste Fangemeinde präsentiert von Fearless Records: |
| - Gewinner: - All Time Low (Skate4Cancer) - Nominierte: - Memphis May Fire (Peta2) - Modern Baseball (1BlueString) - Pierce the Veil (Keep a Breast) - Rise Against (Shirt for a Cure) - The Used (Living the Dream)                        | - Gewinner: - Black Veil Brides - Nominierte: - All Time Low - Avenged Sevenfold - Mayday Parade - My Chemical Romance - Pierce the Veil                                                                                            |

## Besondere Vorkommnisse
Nachdem Andy Biersack von den Black Veil Brides den Preis für die Beste Fangemeinde entgegengenommen hatte, sprang er über die Barriere vor der Bühne und übergab diese Auszeichnung einem Fan im Publikum. Er war der Meinung, dass der Preis nicht der Band, sondern der Fangemeinde gehöre.
In seiner Dankesansprache für den Gewinn des Preises in der Kategorie des Jahres für Sempiternal gestand BMTH-Sänger Oliver Sykes einige Zeit lang Ketaminabhängig gewesen zu sein. Diese Abhängigkeit war ein ausschlaggebender Faktor für die Entstehung des Albums.